# Адам Мазіна
Адам Мазіна (італ. Adam Masina, араб. أدم ماسينا; нар. 2 січня 1994, Хурибга) — марокканський і італійський футболіст, лівий захисник клубу «Торіно» і національної збірної Марокко.

## Клубна кар'єра
Народився 2 січня 1994 року в місті Хурибга. В дитячому віці перебрався до Італії, де виховувався у футбольній школі клубу «Болонья».
У дорослому футболі дебютував 2012 року виступами за на умовах оренди за нижчолігову команду «Джакомензе», в якій провів один сезон, взявши участь у 15 матчах чемпіонату.
2013 року повернувся до «Болоньї», а із сезону 2014/15, який команда проводила у Серії B, став гравцем її основного складу. Допоміг команді повернути місце в Серії A і наступні три сезони відіграв у її складі в елітному італійському дивізіоні.
Влітку 2018 року за 5 мільйонів євро перебрався до англійського «Вотфорда». Швидко виборов конкуренцію і став основним лівим захисником команди. Загалом за чотири сезони відіграв за англійську команду 89 матчів в усіх турнірах.
2022 року повернувся до Італії, уклавши 18 липня трирічний контракт з «Удінезе».
Після піврічної оренди в «Торіно», влітку 2024 року футболіст підписав з туринським клубом дворічний контракт на постійній основі.

## Виступи за збірні
Перебуваючи в Італії, отримав громодянство цієї країни. Протягом 2015—2017 років залучався до складу молодіжної збірної Італії. На молодіжному рівні зіграв у 6 офіційних матчах.
2021 року погодився на рівні національних збірних захищати кольори своєї батьківщини і дебютував в офіційних матчах за національну збірну Марокко.
У складі збірної був учасником Кубка африканських націй 2021 року, що проходив на початку 2022 року в Камеруні.

## Статистика виступів

### Статистика клубних виступів
Станом на 13 серпня 2022
| Сезон               | Команда             | Чемпіонат           | Чемпіонат | Чемпіонат | Національний кубок | Національний кубок | Національний кубок | Континентальні кубки | Континентальні кубки | Континентальні кубки | Інші змагання | Інші змагання | Інші змагання | Усього | Усього |
| Сезон               | Команда             | Ліга                | Ігор      | Голів     | Ліга               | Ігор               | Голів              | Ліга                 | Ігор                 | Голів                | Ліга          | Ігор          | Голів         | Ігор   | Голів  |
| ------------------- | ------------------- | ------------------- | --------- | --------- | ------------------ | ------------------ | ------------------ | -------------------- | -------------------- | -------------------- | ------------- | ------------- | ------------- | ------ | ------ |
| 2012–13             | «Джакомензе»        | ЛП-2Д               | 15        | 0         | КІ-ЛП              | 0                  | 0                  | -                    | -                    | -                    | -             | -             | -             | 15     | 0      |
| 2013–14             | «Болонья»           | A                   | 0         | 0         | КІ                 | 0                  | 0                  | -                    | -                    | -                    | -             | -             | -             | 0      | 0      |
| 2014–15             | «Болонья»           | B                   | 25+3      | 1         | КІ                 | 0                  | 0                  | -                    | -                    | -                    | -             | -             | -             | 28     | 1      |
| 2015–16             | «Болонья»           | A                   | 33        | 2         | КІ                 | 1                  | 0                  | -                    | -                    | -                    | -             | -             | -             | 34     | 2      |
| 2016–17             | «Болонья»           | A                   | 32        | 1         | КІ                 | 2                  | 0                  | -                    | -                    | -                    | -             | -             | -             | 34     | 1      |
| 2017–18             | «Болонья»           | A                   | 34        | 0         | КІ                 | 1                  | 0                  | -                    | -                    | -                    | -             | -             | -             | 35     | 0      |
| Усього за «Болонью» | Усього за «Болонью» | Усього за «Болонью» | 124+3     | 4         |                    | 4                  | 0                  |                      | -                    | -                    |               | -             | -             | 131    | 4      |
| 2018–19             | «Вотфорд»           | ПЛ                  | 14        | 0         | КА+КЛ              | 4+2                | 0                  | -                    | -                    | -                    | -             | -             | -             | 20     | 0      |
| 2019–20             | «Вотфорд»           | ПЛ                  | 26        | 1         | КА+КЛ              | 1+1                | 0                  | -                    | -                    | -                    | -             | -             | -             | 28     | 1      |
| 2020–21             | «Вотфорд»           | ЧФЛ                 | 25        | 2         | КА+КЛ              | 1+0                | 0                  | -                    | -                    | -                    | -             | -             | -             | 26     | 2      |
| 2021–22             | «Вотфорд»           | ПЛ                  | 15        | 0         | КА+КЛ              | 0+1                | 0+0                | -                    | -                    | -                    | -             | -             | -             | 16     | 0      |
| Усього за «Вотфорд» | Усього за «Вотфорд» | Усього за «Вотфорд» | 80        | 3         |                    | 9                  | 0                  |                      | -                    | -                    |               | -             | -             | 89     | 3      |
| 2022–23             | «Удінезе»           | A                   | 1         | 1         | КІ                 | 1                  | 0                  | -                    | -                    | -                    | -             | -             | -             | 2      | 1      |
| Усього за кар'єру   | Усього за кар'єру   | Усього за кар'єру   | 222       | 8         |                    | 14                 | 0                  |                      | -                    | -                    |               | -             | -             | 236    | 8      |

### Статистика виступів за збірну
Станом на 13 серпня 2022
| Дата       | Місто      | Господарі    | Результат  | Гості             | Турнір                                      | Голи | Примітки |
| ---------- | ---------- | ------------ | ---------- | ----------------- | ------------------------------------------- | ---- | -------- |
| 26-3-2021  | Нуакшот    | Мавританія   | 0 – 0      | Марокко           | Відбір до Кубка африканських націй 2021     | -    |          |
| 30-3-2021  | Марракеш   | Марокко      | 1 – 0      | Бурунді           | Відбір до Кубка африканських націй 2021     | -    | 77'      |
| 2-9-2021   | Рабат      | Марокко      | 2 – 0      | Судан             | Відбір до ЧС 2022                           | -    |          |
| 6-10-2021  | Рабат      | Марокко      | 5 – 0      | Гвінея-Бісау      | Відбір до ЧС 2022                           | -    |          |
| 9-10-2021  | Касабланка | Гвінея-Бісау | 0 – 3      | Марокко           | Відбір до ЧС 2022                           | -    | 82'      |
| 12-11-2021 | Рабат      | Судан        | 0 – 3      | Марокко           | Відбір до ЧС 2022                           | -    |          |
| 16-11-2021 | Рабат      | Марокко      | 3 – 0      | Гвінея            | Відбір до ЧС 2022                           | -    | 63'      |
| 10-1-2022  | Яунде      | Марокко      | 1 – 0      | Гана              | Кубок африканських націй 2021 - 1-й етап    | -    | 22'      |
| 14-1-2022  | Яунде      | Марокко      | 2 – 0      | Коморські Острови | Кубок африканських націй 2021 - 1-й етап    | -    |          |
| 18-1-2022  | Яунде      | Габон        | 2 – 2      | Марокко           | Кубок африканських націй 2021 - 1-й етап    | -    |          |
| 25-1-2022  | Яунде      | Марокко      | 2 – 1      | Малаві            | Кубок африканських націй 2021 - 1/8 фіналу  | -    |          |
| 30-1-2022  | Яунде      | Єгипет       | 2 – 1 д.ч. | Марокко           | Кубок африканських націй 2021 - чвертьфінал | -    |          |
| 25-3-2022  | Кіншаса    | ДР Конго     | 1 – 1      | Марокко           | Відбір до ЧС 2022                           | -    | 84'      |
| 29-3-2022  | Касабланка | Марокко      | 4 – 1      | ДР Конго          | Відбір до ЧС 2022                           | -    | 81'      |
| 2-6-2022   | Цинциннаті | США          | 3 – 0      | Марокко           | товариський матч                            | -    |          |
| 9-6-2022   | Рабат      | Марокко      | 2 – 1      | ПАР               | Відбір до Кубка африканських націй 2023     | -    | 68'      |
| Усього     |            | Матчів       | 16         |                   | Голів                                       | 0    |          |

| Дата       | Місто             | Господарі | Результат | Гості   | Турнір                             | Голи | Примітки  |
| ---------- | ----------------- | --------- | --------- | ------- | ---------------------------------- | ---- | --------- |
| 17-11-2015 | Кастель-ді-Сангро | Італія    | 2 – 0     | Литва   | Кваліфікація молодіжного Євро-2017 | -    | 66' 70'   |
| 29-3-2016  | Андорра-ла-Велья  | Андорра   | 0 – 1     | Італія  | Кваліфікація молодіжного Євро-2017 | -    |           |
| 2-6-2016   | Венеція           | Італія    | 0 – 1     | Франція | Товариський матч                   | -    | 60'       |
| 14-11-2016 | Бергамо           | Італія    | 0 – 0     | Данія   | Товариський матч                   | -    | 73'       |
| 23-3-2017  | Краків            | Польща    | 1 – 2     | Італія  | Товариський матч                   | -    | 73' 90+3' |
| 27-3-2017  | Рим               | Італія    | 1 – 2     | Іспанія | Товариський матч                   | -    | 84'       |
| Усього     |                   | Матчів    | 6         |         | Голів                              | 0    |           |